# Утёс (симфоническая поэма)
Утёс, оp.7 — симфоническая фантазия Сергея Рахманинова, написанная летом 1893 года. Произведение посвящено Н. А. Римскому-Корсакову.